# Cecilia Ezeilo
Lolo Cecilia Ezeilo é uma política nigeriana, advogada, filantropa e apresentadora de televisão, que serve como vice-governadora do Estado de Enugu desde 2015.
Ela foi eleita pela primeira vez para a Assembleia do Estado de Enugu em 2011, representando o eleitorado de Ezeagu.